# Toni Besoli
Toni Besoli (ur. 19 maja 1976) – andorski judoka, olimpijczyk. Brał udział w igrzyskach w roku 2004 (Ateny). Nie zdobył żadnych medali.

## Letnie Igrzyska olimpijskie 2004 w Atenach
| Konkurencja | Eliminacje | 1/16                     | Ćwierćfinały                | Półfinały                   | Pierwszy repasaż Runda      | Repasażowe Ćwierćfinały     | Repasażowe Półfinały        | Finał                       |
| Konkurencja | Wynik      | Wynik                    | Wynik                       | Wynik                       | Wynik                       | Wynik                       | Wynik                       | Wynik                       |
| ----------- | ---------- | ------------------------ | --------------------------- | --------------------------- | --------------------------- | --------------------------- | --------------------------- | --------------------------- |
| -90 kg      |            | José Vicbart Geraldino L | → Wycofał się z rywalizacji | → Wycofał się z rywalizacji | → Wycofał się z rywalizacji | → Wycofał się z rywalizacji | → Wycofał się z rywalizacji | → Wycofał się z rywalizacji |